# Бисярина, Валентина Павловна
Валенти́на Па́вловна Бися́рина (24 июля 1912 — 19 августа 1997) — советский врач-педиатр, доктор медицинских наук, академик АМН СССР, Герой Социалистического Труда (1982).

## Биография
Родилась 24 июля 1912 года в Омске.
В 1934 году окончила Омский медицинский институт, работала врачом на железнодорожной станции Ишим.
В 1936 году ординатор в клинике детских болезней этого института.
В РККА с 1941 года. Служила помощником начальника фронтового лечебного отдела (Степной фронт, затем 2-й Украинский фронт). Хорошо проявила себя, прошла всю войну и окончила её в Венгрии.
После окончания войны продолжила работу в Омске.
В 1954 году заняла должность заведующей кафедры госпитальной педиатрии. Активно занималась научной деятельностью, предложила новые методы ранней диагностики, эффективного лечения и профилактики многих заболеваний.
В 1958 году защитила докторскую диссертацию «Состояние сердечно-сосудистой системы при различных формах лёгочного туберкулёза у детей». В 1960 году присвоено учёное звание профессора. Заведовала кафедрой до 1990 года. Являлась председателем (с 1988 года — почётным) правления Всероссийского научного общества детских врачей, членом правления Всесоюзного общества детских врачей, Всесоюзного научного общества кардиологов.
Указом Президиума Верховного Совета СССР от 23 июля 1982 года за большие заслуги в развитии здравоохранения и в связи с семидесятилетием со дня рождения Бисяриной было присвоено звание Героя Социалистического Труда.
Подготовила и воспитала несколько учёных, среди них 45 кандидатов и 9 докторов наук. Её книги и сочинения получили популярность, учебники Бисяриной применялись в различных медицинских учебных заведениях. Некоторые труды актуальны до сих пор.
Бисярина была делегатом XXII съезда КПСС, депутатом Верховного Совета РСФСР, она стала первым женщиной-академиком АМН СССР из Сибири (1969 год).
Жила в Омске. Скончалась 19 августа 1997 года на 86-м году жизни. Похоронена на Старо-Восточном кладбище Омска.

## Награды и почётные звания
- Медаль «Серп и Молот»
- Орден Ленина (1982)
- Орден Октябрьской Революции
- Орден Отечественной войны I степени (1985)
- Орден Трудового Красного Знамени
- Орден Красной Звезды (1943)[4]
- Орден «Знак Почёта»
- Заслуженный деятель науки РСФСР
- Почётный гражданин города Омска
- другие награды

## Память
- Именем В. П. Бисяриной названа Омская детская клиническая больница № 2.
- Одна из Омских улиц носит имя Валентины Бисяриной.